# Anita Spanner
Anita Spanner (nacida el 22 de diciembre de 1960 en el Distrito de Fürstenfeld, Estiria) es una cantante austriaca conocida por su participación en el Festival de la Canción de Eurovisión 1984.

## Eurovisión 1984
Anita formó parte de la selección para representar a Austria en el Festival de Eurovisión de 1984, con su canción "Einfach weg" ("Simplemente vete") que se alzó con la victoria. El festival fue celebrado el 5 de mayo en la Ciudad de Luxemburgo, donde la canción finalizó en el 19° lugar (último puesto) con sólo 5 puntos (4 de Dinamarca y 1 de Irlanda).
Sin embargo, "Einfach weg" se convirtió en un éxito comercial en Austria, alcanzando el puesto #1 durante dos semanas en las listas de sencillos.

## Después de Eurovisión
Anita lanzó más sencillos sin conseguir el mismo éxito comercial que "Einfach weg". En 1991 volvió a participar en la selección austriaca para participar en Eurovisión, pero su canción "Land in Sicht" ("Tierra a la vista") finalizó en el 7° lugar de 10 canciones.
A mediados de la década de los años 1990, Anita se retiró del mundo del espectáculo para dedicarse a su familia, aunque volvió a la industria musical como integrante de la banda Hit4You.